# Luodong-Waldbahn
| Luodong-Waldbahn |                     |                                  |                                  |
| Streckenlänge: | 36,4 km             |                                  |                                  |
| Spurweite: | 762 mm (Schmalspur) |                                  |                                  |
| |                     |                                  |                                  |
| \| \| \| Luodong (羅東) \| \| \| \| \| Yilan-Linie (宜蘭線) \| \| \| \| 0,0 km, 0,0 mi \| Zhulin (竹林) \| Zhulin (竹林) \| \| \| 3,0 km, 1,9 mi \| Waizaiwai (歪仔歪) \| Waizaiwai (歪仔歪) \| \| \| 6,0 km, 3,7 mi \| Dazhou (大洲) \| Dazhou (大洲) \| \| \| 10,3 km, 6,4 mi \| Erwanwu (二萬五) \| Erwanwu (二萬五) \| \| \| 14,5 km, 9,0 mi \| Sanxing (三星) \| Sanxing (三星) \| \| \| \| \| \| \| \| 18,0 km, 11,2 mi \| Tiansongpi (天送埤) \| Tiansongpi (天送埤) \| \| \| \| \| \| \| \| 21,4 km, 13,3 mi \| Qingshui (清水) \| Qingshui (清水) \| \| \| 23,8 km, 14,8 mi \| Niudou (牛鬪) \| Niudou (牛鬪) \| \| \| 29,5 km, 18,3 mi \| Zhuoshui (濁水) \| Zhuoshui (濁水) \| \| \| 36,4 km, 22,6 mi \| Tuchang (土場) \| Tuchang (土場) \| \| \| \| Taipingshanbahn (太平山森林鐵路) \| \| |                     |                                  |                                  |
| Bahnhof (Strecke außer Betrieb) |                     | Luodong (羅東)                   | Luodong (羅東)                   |
| Strecke (außer Betrieb) |                     | Yilan-Linie (宜蘭線)             | Yilan-Linie (宜蘭線)             |
| Bahnhof (Strecke außer Betrieb) | 0,0 km, 0,0 mi      | Zhulin (竹林)                    | Zhulin (竹林)                    |
| Haltepunkt / Haltestelle (Strecke außer Betrieb) | 3,0 km, 1,9 mi      | Waizaiwai (歪仔歪)               | Waizaiwai (歪仔歪)               |
| Haltepunkt / Haltestelle (Strecke außer Betrieb) | 6,0 km, 3,7 mi      | Dazhou (大洲)                    | Dazhou (大洲)                    |
| Haltepunkt / Haltestelle (Strecke außer Betrieb) | 10,3 km, 6,4 mi     | Erwanwu (二萬五)                 | Erwanwu (二萬五)                 |
| Haltepunkt / Haltestelle (Strecke außer Betrieb) | 14,5 km, 9,0 mi     | Sanxing (三星)                   | Sanxing (三星)                   |
| Abzweig ehemals geradeaus und von links · Strecke von rechts |                     |                                  |                                  |
| Haltepunkt / Haltestelle · Strecke | 18,0 km, 11,2 mi    | Tiansongpi (天送埤)              | Tiansongpi (天送埤)              |
| Abzweig ehemals geradeaus und nach links · Strecke nach rechts |                     |                                  |                                  |
| Haltepunkt / Haltestelle (Strecke außer Betrieb) | 21,4 km, 13,3 mi    | Qingshui (清水)                  | Qingshui (清水)                  |
| Haltepunkt / Haltestelle (Strecke außer Betrieb) | 23,8 km, 14,8 mi    | Niudou (牛鬪)                    | Niudou (牛鬪)                    |
| Haltepunkt / Haltestelle (Strecke außer Betrieb) | 29,5 km, 18,3 mi    | Zhuoshui (濁水)                  | Zhuoshui (濁水)                  |
| Bahnhof (Strecke außer Betrieb) | 36,4 km, 22,6 mi    | Tuchang (土場)                   | Tuchang (土場)                   |
| Strecke (außer Betrieb) |                     | Taipingshanbahn (太平山森林鐵路) | Taipingshanbahn (太平山森林鐵路) |

Die Luodong-Waldbahn (chinesisch 羅東森林鐵路 / 罗东森林铁路, Pinyin Luódōng Sēnlín Tiělù, englisch Luodong Mountain Forest Railway / ugs.: Bong Bong Train) war eine 36,4 km lange Schmalspur-Waldbahn mit einer Spurweite von 762 mm (2 Fuß 6 Zoll) bei Luodong im Landkreis Yilan in Taiwan. Die Bahnstrecke war von 1924 bis 1979 in Betrieb. Ein Teil der Strecke soll auf neu verlegten Gleisen als Museumsbahn wieder in Betrieb genommen werden.

## Strecke
Die Strecke war eine Verlängerung der Taipingshan-Waldbahn. Es gab zehn Stationen entlang der insgesamt 36,4 km langen Strecke, die durch sieben Eisenbahntunnel und über 22 Brücken führte. Die einfache Fahrt dauerte ungefähr 2 Stunden und 50 Minuten.

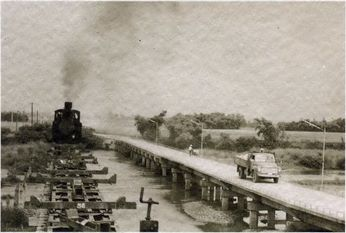
Luodong-Waldbahn auf der Tsaiqiao-Brücke

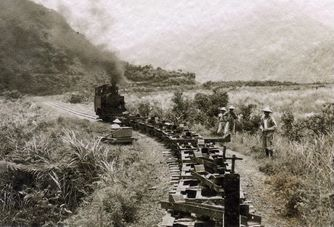
Luodong-Waldbahn

## Geschichte
Die Luodong-Waldbahn wurde am 27. Januar 1924 für den Güterverkehr eröffnet. Ab Mai 1926 gab es planmäßigen Personenverkehr mit 10 Bahnhöfen.

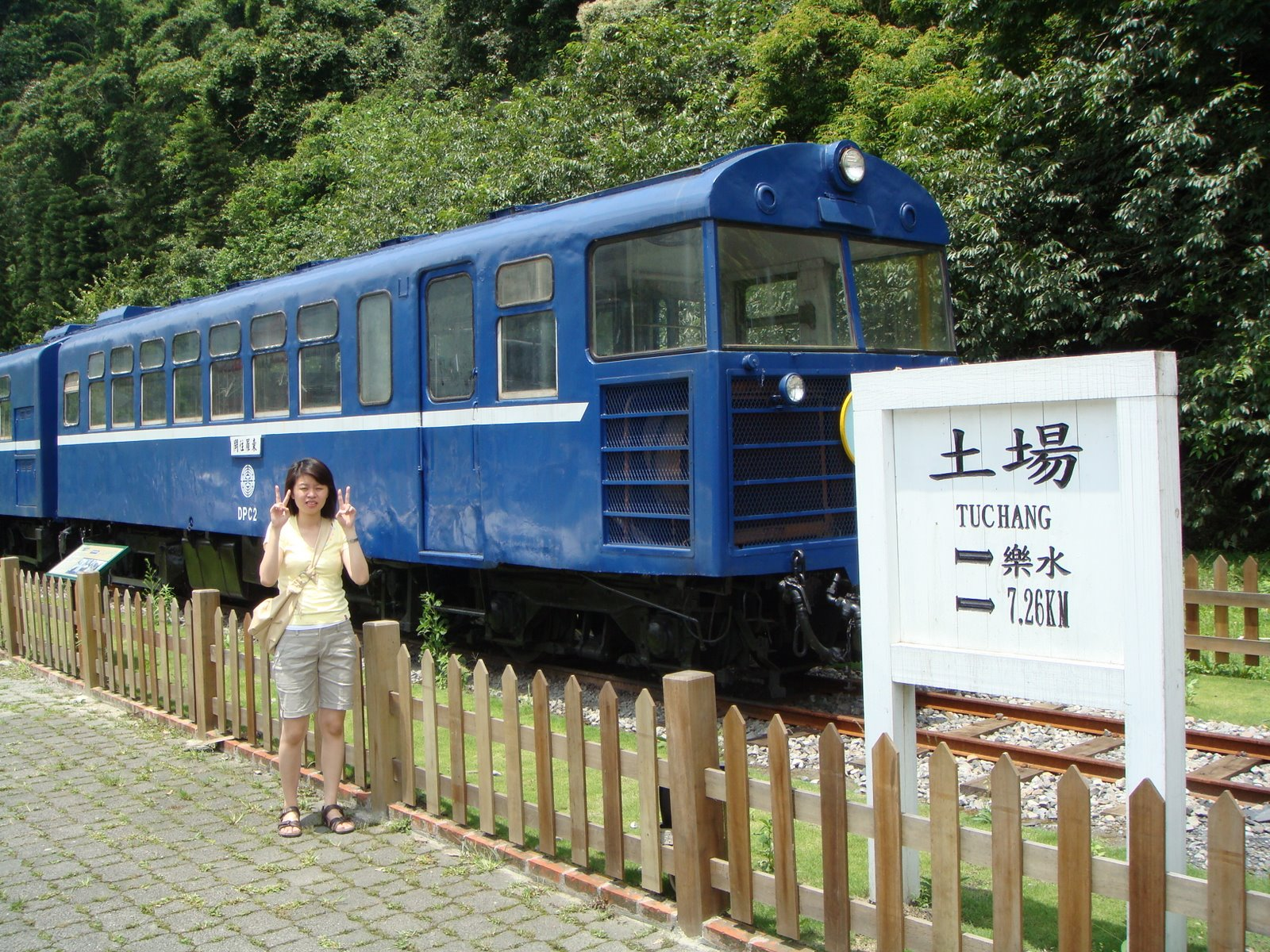
Dieseltriebwagen DPC der Luodong-Waldbahn, der später auf der Alishan-Waldbahn eingesetzt wurde

Ab 1970 wurde eine zusätzliche Waldbahn-Station an der Nordseite des Bahnhofs Luodong angefahren. Im Jahr 1971 wurden chinesische Triebwagen eingeführt, um die Betriebskosten zu senken und den Komfort für die Fahrgäste weiter zu verbessern. Der Ertrag der Forstbetriebe sank jedoch nach 1976, und der Personenverkehr verlor wegen des steigenden Straßenverkehrs zunehmend an Bedeutung. 
Durch die vielen Brücken in diesem Abschnitt war dieser sehr anfällig für Schäden durch Hochwasser. Die Strecke wurde am 1. August 1979 nach 56-jährigem Betrieb stillgelegt.

## Entwicklung der Waldnutzung
Während der Zeit des Betriebs der Waldbahn wurden große Mengen Holz transportiert. In den 21 Jahren der japanischen Herrschaft (1924 bis 1945) waren dies 998.269 Raummeter Holz (im Durchschnitt 32.202 Raummeter jährlich). In den anschließenden 37 Jahren der Republik China (1945 bis 1982) waren es 1.478.352 Raummeter, entsprechend durchschnittlich 39.956 Raummetern jährlich. Der gesamte Holzeinschlag in 68 Jahren betrug damit 2.476.621 Raummeter. Aufgrund der großangelegten Abholzung wurde schon zur japanischen Zeit mit der Wiederaufforstung begonnen. Von 5.037 Hektar gerodetem Wald wurden bis 1945 aber nur 2.537 Hektar wiederaufgeforstet. Erst in den Jahren nach 1945 übertraf die Wiederaufforstung (7.986 ha) den Einschlag (5.470 ha).
Die verschiedenen Baumarten wechseln entsprechend der Höhenlage. Hauptsächlich wurden Nadelbäume wie Zypressen (Chamaecyparis formosensis – „rote Zypresse“, Hinoki-Scheinzypressen – Chamaecyparis taiwanensis, Taiwanien), sowie Tannen (Taiwan-Hemlocktannen und Spießtannen) verwertet. Laubbäume wie Magnoliengewächse (Michelia compressa) und Bäume der Gattung Phoebe hatten geringere wirtschaftliche Bedeutung. Außerdem wurde Bambus gewonnen.
Ab den 1970er Jahren begann das öffentliche Umweltbewusstsein in Taiwan zu wachsen. 1977 wurde das Taipingshan-Walderholungsgebiet eingerichtet. Das Gebiet umfasst derzeit (Stand 2017) 12.631 Hektar. In neuerer Zeit wird die Einrichtung eines Naturparks oder Naturschutzgebietes, des „Magao-“ oder „Makauy-Zypressen-Nationalparks“ (馬告檜木國家公園, nach einer Bezeichnung aus der Atayal-Sprache für eine Zypressen-Baumart) intensiv diskutiert. Damit sollen die weltweit größten zusammenhängenden Zypressenwälder, die etwa 20.000 Hektar umfassen, geschützt werden. Im Jahr 2002 kündigte das taiwanische Innenministerium die Einrichtung eines Nationalparks an, der eine Gesamtfläche von etwa 53.602 ha umfassen sollte. Allerdings stieß das Projekt auf verschiedene Widerstände, so dass es bisher nicht umgesetzt ist.

## Erhaltene Bauten
Nach der Stilllegung der Luodong-Waldbahn wurden die Schienen nach und nach verschrottet, die Brücken und Tunnel zerfielen im Lauf der Zeit. Es gibt aber noch einige Bahnhofsgebäude und ähnliche Einrichtungen sowie Tunnel, Dämme und Brückenpfeiler, von denen mehrere unter Denkmalschutz gestellt wurden.
Insbesondere der 1921 fertiggestellte Tunnel Nr. 8 ist gut erhalten und wurde im Juli 2012 als denkmalgeschütztes historisches Gebäude aufgelistet. Er befindet sich neben dem Lanyang-Damm, etwa 350 Meter südwestlich der Siedlung Zhinao. Er ist nur etwa 40 Meter lang. Das Südportal wurde weitgehend zugemauert, so dass oberhalb der Mauer nur eine kleine Lücke bleibt. Am Eingang des Tunnels befinden sich Zementstützgewölbe, an anderen Stellen offener Fels aus Schiefer. Die Innenwand des Tunnels war ursprünglich mit Holzstützen verstärkt, aber das Holz ist inzwischen verschwunden.

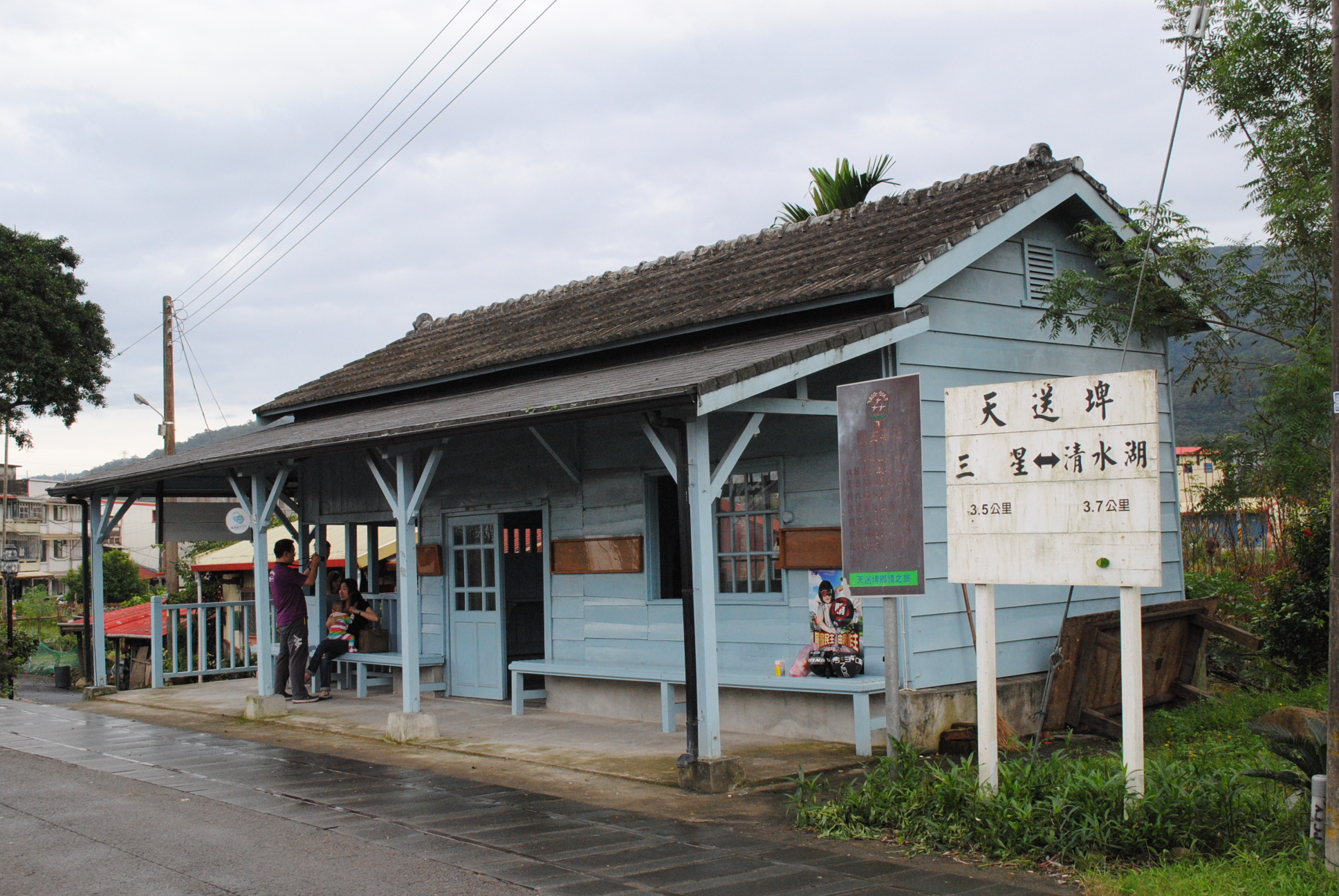
Bahnhof Tiansongpi
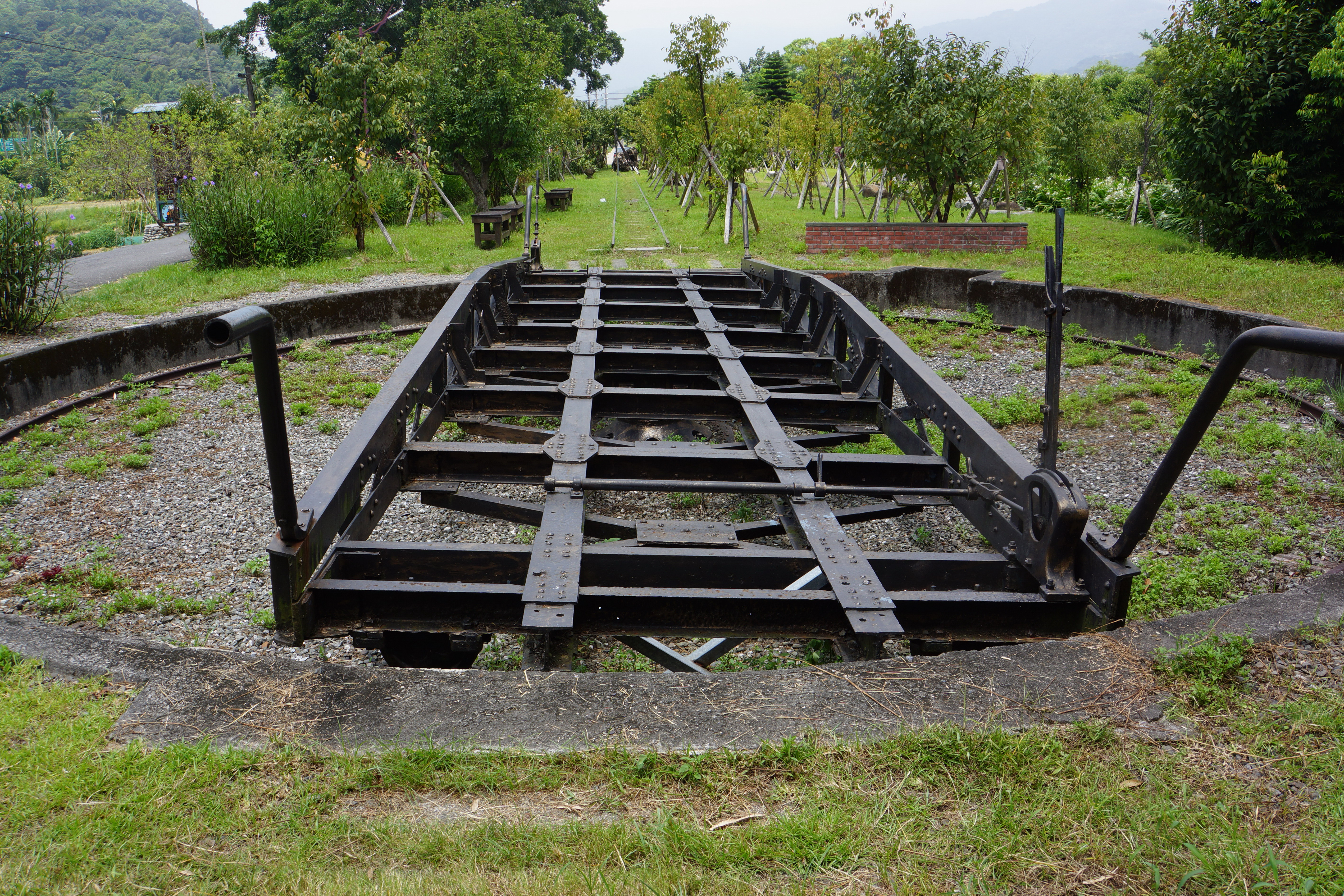
Drehscheibe am Bahnhof Tiansongpi
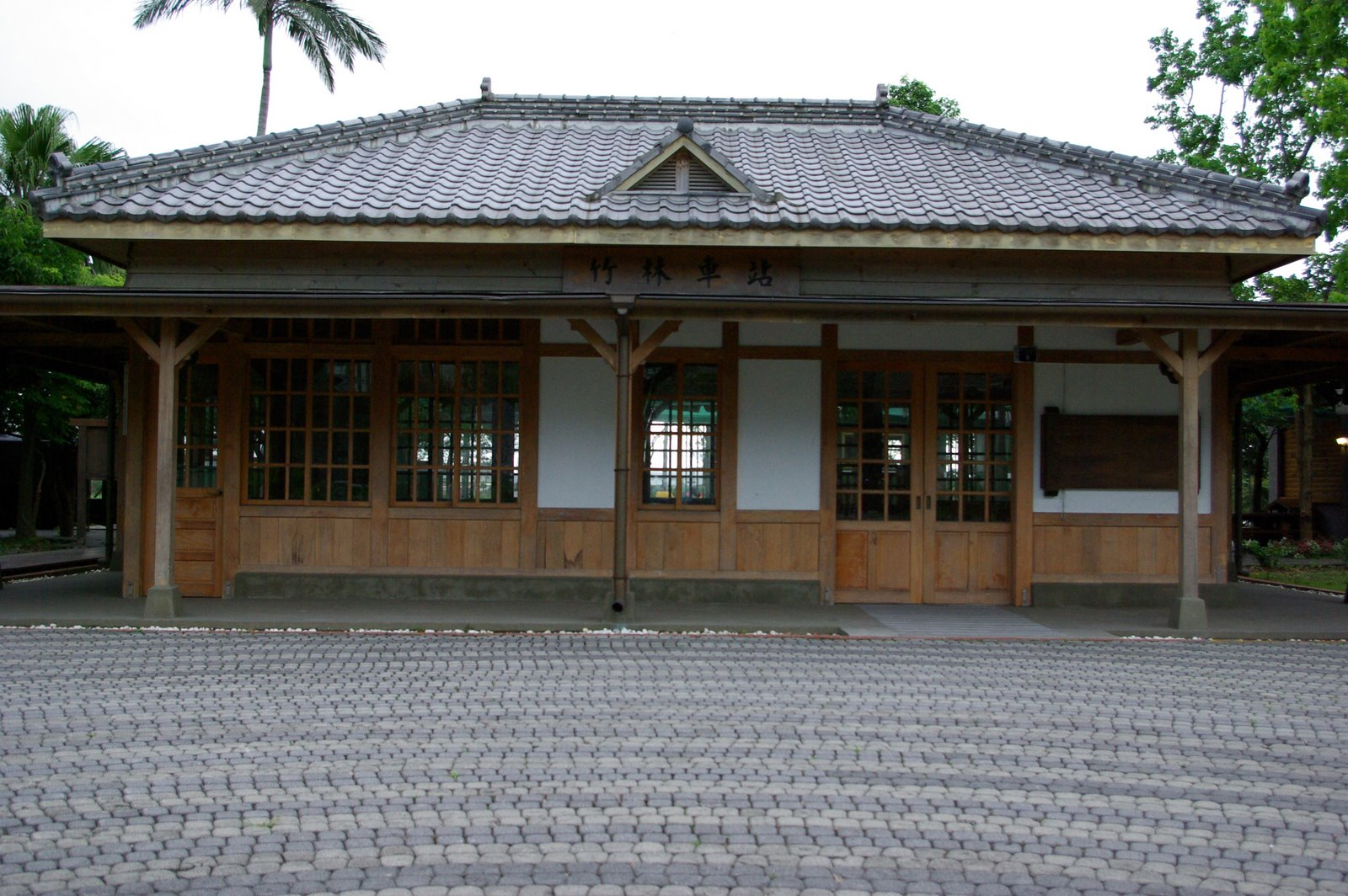
Bahnhof Chu-lin
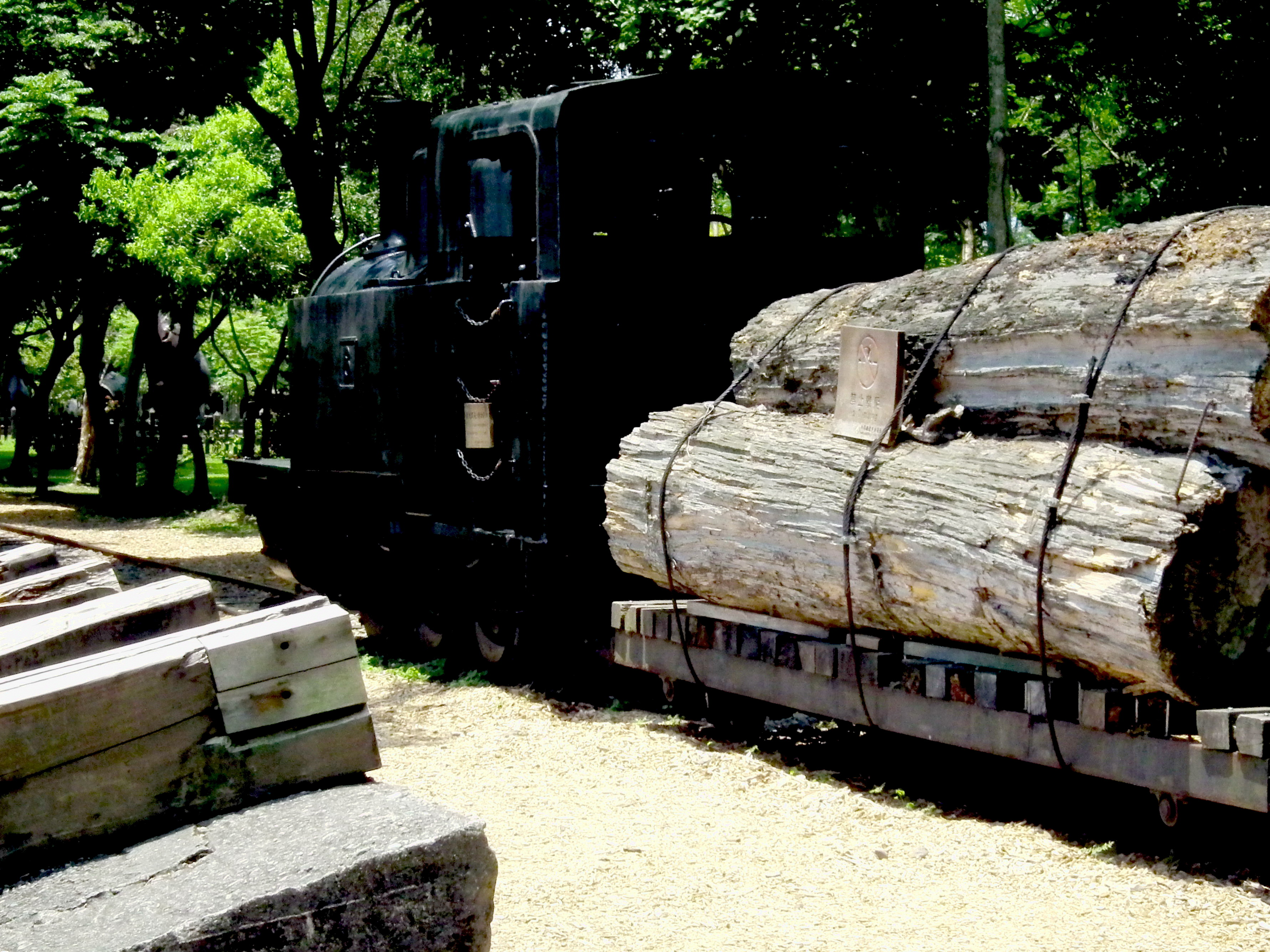
Forstkulturpark Luodong

## Geplante Wiedereröffnung
Am Bahnhof Tiansongpi (天送埤,  Tiānsòngpí,  Tien-sung-pi) wurden beidseitig entlang der Straße neue Schienen verlegt. Der Museumsbahnbetrieb soll auf einem 3,9 km langen Streckenabschnitt vom Bahnhof Tiansongpi auf dem Lan-Yangxi-Damm dem Guoxi-See entlang zum alten Tunnel aufgenommen werden.
Neue Schienenfahrzeuge wurden im historischen Stil gebaut. Die Wagen und eine wie eine Dampflokomotive aussehende Elektrolokomotive wurden inzwischen lackiert und der Probebetrieb soll zunächst von Dezember 2017 bis Februar 2018 auf einer 320 m langen Strecke am Bahnhof Tiansongpi aufgenommen werden, die mit einer Geschwindigkeit von 2,4 km/h in 8 min durchfahren werden soll.